# مگس‌گیر آبی کمرنگ
مگس‌گیر آبی کمرنگ (نام علمی: Hypothymis puella) نام یک گونه از خانواده مگس‌گیر شهریار است.